# Andrea Mancini
Andrea Mancini (Genova, 1992. szeptember 13. –) olasz labdarúgó.

## Pályafutása
A sikeredző Roberto Mancini fia, az Internazionale csapatánál nevelkedett, innen került át a Bologna utánpótlás csapatába, ahonnan követte apját angliába a Manchester City FC-hez. Itt két évet töltött, de mindkettőt kölcsönben. Először az angol Oldham csapatánál majd az olasz negyedosztályú Fano együttesénél. 2012-ben a spanyol Real Valladolid CF csapatához szerződött, ahol az első számú csapatban nem lépett pályára, de a tartalék bajnokságban 13 alkalommal szerepelt. 2013 június 24-én Fabio Cordella bejelentette, hogy a Budapest Honvéd csapata 2 évre igazolta le a fiatal középpályást.

## Sikerei, díjai
New York Cosmos
- NASL-győztes: 2016

#### Közösségi platformok
- Andrea Mancini az Instagramon

#### Egyéb weboldalak
- Andrea Mancini adatlapja a Transfermarkt oldalán (angolul)
- Andrea Mancini adatlapja a Soccerway oldalon (angolul)
- Andrea Mancini adatlapja az MLSZ oldalán (magyarul)
- Andrea Mancini adatlapja a HLSZ oldalán (magyarul)